# Reactionair
Een reactionair is iemand die vanuit politieke overtuiging een situatie uit het verleden wil herstellen. De politieke houding van een reactionair is altijd een reactie op ontwikkelingen die als schadelijk gezien worden.

## Oorsprong en duiding begrip
Reactionair stamt van het Franse réactionnaire, een woord uit het begin van de 19e eeuw. Het was de eerste term die gebruikt werd om de tegenstanders van de Franse Revolutie mee aan te duiden, de latere term was conservatief, van conservateur. In het parlementair woordgebruik in Frankrijk waren in die tijd rechts en reactionair gelijkwaardige termen voor de monarchistische stroming.
Een reactionair wordt wel als extreem conservatief omschreven, maar in tegenstelling tot een gematigd conservatief streeft hij niet naar het in stand houden van de politieke status quo maar streeft actief naar een terugkeer van een situatie uit het verleden. De term wordt specifiek gebruikt als aanduiding voor tegenstanders van vooruitgang en revolutionaire omwentelingen; in de revolutionaire context betekent reactionair hetzelfde als contrarevolutionair.
Klassieke 19e-eeuwse reactionairen idealiseerden ofwel het feodalisme ofwel de latere periode van voor de Industriële en Franse revoluties, met hun agrarische economie, landadel die de maatschappij domineerde, geregeerd door een koning en met de kerk als moreel centrum. De eerste reactionairen waren dus voor de aristocratie, terwijl latere reactionairen de conservatieve bourgeoisie prefereerden. In deze context zijn reactionairen tegen democratie en parlementarisme.
Vandaag gebruiken personen, politici en groepen de term vaak met een negatieve connotatie: ze duiden er die personen, politici en groepen mee aan die maatschappelijke ontwikkelingen willen terugdraaien die in de ogen van de eersten positief zijn.

## De betekenis van reactionair in verschillende contexten
In marxistische zin wordt reactionair met een negatieve connotatie gebruikt om aanhangers van het feodalisme, het kapitalisme of het fascisme mee aan te duiden. Feodalisten en fascisten worden als het meest reactionair beschouwd, terwijl linkse kapitalisten als het minst reactionair gelden.
Verschillende groeperingen gebruiken reactionair om zichzelf mee te beschrijven; het gaat daarbij om mensen die strikte gehoorzaamheid en onderwerping eisen aan een god of aan diverse sociale structuren die zij als onveranderlijk beschouwen, zoals de sociale hiërarchie, Lex naturae, de vermeende oorspronkelijke wetten van de staat en loyaliteit aan de stam.
De term reactie duikt op in het Europa van de Franse Revolutie, wanneer conservatieve en vooral rooms-katholieke krachten zich organiseren om de veranderingen die op gang gebracht waren door de revolutie te bestrijden en om de autoriteit van de kerk en de vorst te behouden. De Reactie was speciaal gekant tegen de meest radicale revolutionairen zoals de jakobijnen.
In de context van de 19e-eeuwse Europese politiek bestond de reactionaire klasse uit de rooms-katholieke hiërarchie, de aristocratie, koninklijke families, royalisten en verder iedereen die voor de monarchie en de bemoeienis van de Rooms-Katholieke Kerk met de regering was. In Frankrijk werden de voorstanders van de terugkeer van de erven van het Huis Bourbon legitimistische reactionairen genoemd. Tijdens de Derde Republiek waren de monarchisten de reactionaire groepering van die tijd, hoewel ze later met de veel mildere term Conservatieven aangeduid werden. De term werd ook in protestantse staten gebruikt om tegenstanders van het modernisme mee aan te duiden.
In de 20e eeuw werd de term vaak gebruikt om de tegenstanders van de socialistische en communistische revolutie mee aan te duiden, zoals het witte leger dat de bolsjewieken bestreed na de Oktoberrevolutie. De term werd ook gebruikt voor autoritaire, anticommunistische regimes zoals Vichy-Frankrijk, het Spanje onder Francisco Franco of het Portugal onder António Salazar. Franco was een reactionair in de gebruikelijke zin van het woord; hij verdedigde de autoriteit van de Rooms-Katholieke Kerk en de macht van de Spaanse staat tegen de linkse democratischgezinden en wilde Spanjes politiek laten terugkeren naar een autoritair regime na een democratische transitieperiode.

## De Europese Reactie
De Reactie ontstond in Europa als een antwoord op de Franse Revolutie die in meerdere of mindere mate het gedachtegoed van de Verlichting belichaamde. Na de terechtstelling van de Franse koning Lodewijk XVI riepen de revolutionairen op tot een wereldwijde opstand tegen alle monarchieën, een opstand die geleid zal worden door de Franse legers. Daarnaast hadden de revolutionairen al precedenten gezet in het ondermijnen (of zelfs compleet vernietigen) van de aristocratische macht door de confiscatie van landgoederen. In 1789 werd er onder de liberale monarchisten al beslag gelegd op een deel van de enorme landerijen van de kerk en de aristocratie; in 1793 werd dit proces voortgezet met de inbeslagname van landgoederen van veroordeelde edellieden en ten slotte experimenteerden de egalitaristen van de samenzwering van François-Noël Babeuf met het afschaffen van landeigendom in sommige delen van Frankrijk. De revolutionaire strijdkreet Liberté, Egalité, Fraternité was geen holle frase, maar de kern van de verlichtingsfilosofie: de idealen van secularisatie, egalitarisme, klasseloosheid en democratie brachten de massa's op de barricaden.
De Franse Revolutie was een politieke en sociale revolutie, ze was politiek in de zin dat de staatsvorm veranderd werd van een absolute monarchie naar een democratische republiek en ze was sociaal in de zin dat ze streefde naar een reformatie van de maatschappij wat betreft religie, onderwijs en wetgeving.

### De Thermidoriaanse Reactie
De Thermidoriaanse Reactie was een beweging binnen de revolutie die gekant was tegen de excessen van de jakobijnen. Op 27 juli 1794 (de 9e Thermidor van jaar II van de revolutionaire kalender) was Maximilien Robespierre's Schrikbewind ten einde.
Het afzetten van Robespierre was het signaal voor de Nationale Conventie om het Welzijnscomité te herevalueren. Hierop werden de jakobijnen onderdrukt, de gevangenissen werden leeggehaald en het Comité werd alle macht ontnomen. Na de executie van 104 aanhangers van Robespierre stopte de Thermidoriaanse Reactie met het guillotineren van vermeende contrarevolutionairen en sloeg zij een middenkoers tussen monarchisten en radicalen in die een periode van relatieve welstand inluidde.

### De herstelde monarchie
Na het Congres van Wenen sloten de vorsten van Rusland, Pruisen en Oostenrijk een Heilige Alliantie, een soort van collectieve verzekering tegen revolutie en Bonapartisme, geïnspireerd door tsaar Alexander I van Rusland. Deze Reactie werd echter voorbijgestreefd door een beweging in Frankrijk zelf, toen na de tweede val van Napoleon de Restauratie plaatsvond en de Bourbon-dynastie opnieuw geïnstalleerd werd; deze keer als constitutionele monarchie met een verkozen lagerhuis, de Kamer van Gedeputeerden. De toegang was beperkt tot mannen van minstens veertig jaar, wat betekende dat ze minstens vijftien jaar van hun leven onder het ancien régime geleefd hadden. Niettemin was koning Lodewijk XVIII bezorgd dat er een weerspannig parlement zou ontstaan. Hij was bijzonder verheugd toen bleek dat de ulta-royalisten ofwel Ultra's de verkiezingen gewonnen hadden; hij verklaarde dat hij een Chambre Introuvable, een onvindbaar parlement, gevonden had. Later bekoelde zijn enthousiasme toen bleek dat de Ultra's toch iets te ultra waren voor een vorst als hij.
De Verklaring van Saint Ouen was de wegvoorbereider van de Restauratie; nadat de toekomstige Lodewijk XVIII geland was in Frankrijk verklaarde hij onder meer dat de landerijen van de gevluchte aristocratie die door de Republiek geveild waren niet geconfisqueerd zouden worden, noch dat er restitutie voor zou worden gegeven; dat de napoleontische Code civil van wetten in stand zou blijven; dat de onderscheiding Legioen van Eer die aan Napoleongetrouwen was verstrekt met inbegrip van haar sociale functie behouden zou blijven en dat de wijzigingen die Napoleon in het onderwijs had doorgevoerd, vooral de universiteit van Parijs, ook in stand zouden worden gehouden. Het was nu juist het verlangen om al deze zaken tot hun stand van voor de revolutie terug te brengen dat de reactionairen vooral karakteriseerde; en veel van de Ultra's deelden dit verlangen.
Voor de Franse Revolutie was de enige manier om een grondwetswijziging door te voeren het refereren aan oude juridische documenten die zodanig geïnterpreteerd konden worden dat ze overeenstemden met het voorstel tot wijziging; al het nieuwe moest uitgedrukt worden als een rechtmatige opleving van iets ouds dat voorbijgegaan en vergeten was. Op deze manier was het ook eenvoudig voor de verarmde adel om zich opnieuw van rijkdom te voorzien; in de 18e eeuw greep deze verarmde adel, die onder vergelijkbare omstandigheden als de boeren leefde, elke kans aan die de antieke feodale wetgeving bood: de banne bijvoorbeeld hield in dat boeren hun graan alleen mochten laten malen in de molen van hun heer. In de Staten Generaal van 1789 verwachtte de adel dan ook om het uitbreiden van deze praktijken tot de volle mogelijkheden die de wet bood te kunnen doordrukken en was geschokt toen de Franse Revolutie de gewone burgerij de jacht toestond; een privilege dat men voorheen altijd en overal voor de adel had weten te waarborgen.
Het gevolg van dit alles was dat de Chambre Introuvable na de Restauratie van de Bourbons niet alleen begon met het herstellen van de situatie zoals die was tijdens de periode absolute monarchie, maar nog verder teruggreep tot de tijd waarin de aristocratie nog een sociale klasse met werkelijke macht was. Hierin ligt tevens het duidelijkste onderscheid tussen een reactionair en een conservatief; een conservatief zou de verbeteringen door de revolutie geaccepteerd hebben en een complete omkeer afgewezen hebben.
Latere Franse koningen hadden vergelijkbare problemen met hun parlementen. De revoluties van 1830 en 1848 gaven aan dat het volk een democratische republiek wilde.

### De contrarevolutionaire filosofen
In de nadagen van de Franse Revolutie was Frankrijk constant in oproer door de verdeeldheid tussen de krachten van de Restauratie aan de rechterkant en de revolutionairen aan de linkerkant van het politieke spectrum. In deze situatie stonden de kerkelijke filosofen Joseph de Maistre, Louis de Bonald, Juan Donoso Cortes en François René de Chateaubriand op, wier oplossing voor het conflict bestond uit herstel van de voormalige absolute monarchie en herinstallatie van de Rooms-Katholieke Kerk als de staatskerk. Dit ontwikkelt zich tot een zich herhalend patroon in het gedachtegoed van de Franse reactionairen die verlangen naar een pre-revolutionaire gouden eeuw en twee eeuwen aan verandering na de revolutie ongedaan willen maken (zie ook: Action Française).

#### De Maistre

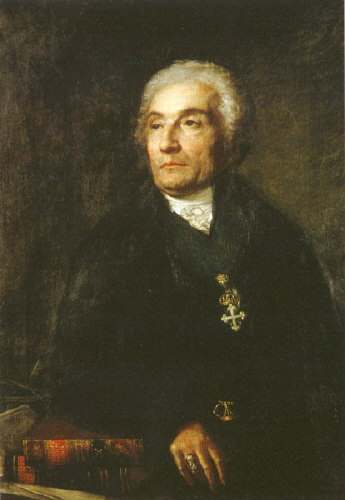
Joseph de Maistre

De Maistre werd bekend als de filosoof van de Reactie tijdens de Restauratie; zijn geschriften waren een gezaghebbende bron van reactionair gedachtegoed. Hij zag de menselijke aard als negatief en verwierp de principes van de Franse Revolutie en haar politieke en sociale instituties, omdat ze stamden uit de Verlichting die hij als anti-christelijk zag. Volgens De Maistre schiep God en niet een sociaal contract de staat; orde en stabiliteit waren de belangrijkste waarden die slechts bereikt konden worden door gehoorzaamheid aan een absolute monarchie en de Rooms-Katholieke Kerk; wetgeving was de verwezenlijking van gebruiken en tradities en niet van de wensen van het volk. Hij verdedigde de autoritaire regering als een hiërarchische sociale orde gebaseerd op natuurlijke ongelijkheid. In het boek L'Examen de la philosophie de Bacon viel hij Francis Bacon's materialisme aan.

#### De Bonald
De Bonald was uit hetzelfde hout gesneden als De Maistre maar minder getalenteerd; in wezen bevestigde hij alleen de overtuigingen van reeds bestaande reactionairen. Hij viel de Franse Revolutie aan als voortbrengster van individualisme en centralisatie van de regering, hij prees de absolutie monarchie en de Rooms-Katholieke Kerk als het enige middel om rust te verzekeren. De Bonald stelde de herinvoering van de middeleeuwse gilden voor als een methode om de rechten van alle sociale klassen te waarborgen.

#### Donoso Cortes
Donoso Cortes baseerde zich in zijn pessimistische filosofie vooral op Augustinus, De Maistre en De Bonald. Vrijheid, soevereiniteit en solidariteit waren goddelijke beginselen, die door de Rooms-Katholieke Kerk werden verwerkelijkt. Volgens hem verhinderden liberalisme en socialisme het rechtstreekse ingrijpen van God in de geschiedenis. Het liberalisme reduceerde volgens Cortes goed en kwaad tot een juridische vraagstuk dat in de parlementaire discussie, die drager van soevereiniteit was geworden, moest worden beslecht. Donoso Cortes stond opnieuw in de belangstelling tijdens de Conservatieve Revolutie door publicaties van Carl Schmitt.

#### Chateaubriand
Chateaubriand was een begenadigd schrijver, zozeer zelfs dat hij wel beschreven werd als een Rousseau in katholiek gewaad; hij wordt als de eerste Romantische schrijver gezien. Hij was niet per definitie een reactionair, hij accepteerde de veranderingen die door de revolutie teweeggebracht waren maar niet de onderliggende revolutionaire principes. Zijn leer bestond uit het mengen van de nieuwe instituties met de oude overleveringen, tradities en idealen van het ancien régime. Door de Restauratie van een katholiek patina te voorzien poogde hij het Bourbonregime te stabiliseren en haar de toewijding van het volk te garanderen. Chateaubriand schreef romans (zoals Atala) met christelijke thema's en onder andere het Genie du Christianisme.
Deze hele groep steunde en pleitte voor het katholicisme zonder dat men zelf noodzakelijk de katholieke leer volgde; een houding die later gedeeld zou worden door Charles Maurras, een agnost die de katholieke clerus steunde. Men zag het katholicisme als essentieel voor het in stand houden van de conservatieve sociale orde en de monarchie. Deze groep markeert het begin van de moderne reactionaire mentaliteit tegen de liberaliserende krachten van het modernisme en de democratie.

### Metternich en de indamming
Het losbarsten van de democratische krachten en de ideeën van de Franse Revolutie hadden verreikende consequenties die de gevestigde monarchieën bedreigden en sociale onrust bevorderden; er kwam een internationale Reactie op gang tegen de progressieve krachten.
Tijdens de periode van 1815 tot 1848 organiseerde Prins Metternich de indamming van de revolutionaire krachten door middel van internationale allianties. Tijdens het Congres van Wenen had hij grote invloed op het ontstaan van de nieuwe Europese orde nadat Napoleon verslagen was.
Na het Congres werkte Metternich hard aan het versterken en stabiliseren van het conservatieve regime van de Restauratie-periode. Hij werkte onophoudelijk om te voorkomen dat tsaar Alexander I, die de liberale krachten in Duitsland, Italië en Frankrijk ondersteunde, zijn invloed in Europa vergrootte. Hij had een bondgenoot in de Rooms-Katholieke Kerk, die hij als een conservatief principe van orde bevoorwoordde, terwijl hij de democratische en liberale tendensen in kerk afwees. Zijn filosofie was gebaseerd op die van Edmund Burke, die de noodzaak van oude wortels en een ordelijke ontwikkeling van de samenleving leerde. Hij was tegen democratische en parlementaire instituties maar was voor het moderniseren van bestaande structuur door geleidelijke hervormingen. Ondanks Metternichs pogingen ontstond er een hele reeks van revoluties in het Europa van 1848.

### De late 19e en 20e eeuw
In het West-Europa van de 19e eeuw poogden liberalen representatieve, seculiere regimes in de plaats te brengen van ondemocratische monarchieën die dikwijls gedomineerd werden door de Rooms-Katholieke Kerk; gebeurtenissen als de Franse Revolutie brachten dramatische veranderingen op gang. De reactionairen waren die groeperingen die poogden het ancien régime te herstellen: delen van de aristocratie, de rooms-katholieken en de royalisten, vaak samengesteld in het Verbond van de Troon en het Altaar.
In Frankrijk bestond tijdens het begin van de Derde Republiek de parlementaire linkervleugel uit republikeinen en de rechtervleugel uit royalisten; reactionair, conservatief, rechts en royalist betekenden nagenoeg hetzelfde. In reactie op het verbond tussen de monarchistische en kerkelijke krachten ontstonden er sterke antiklerikale gevoelens.
Reactionaire gevoelens gingen vaak gepaard met vijandigheid tegenover moderne, industriële productiemethodes en met nostalgische gevoelens voor een plattelandsgemeenschap. Vichy-Frankrijk, het Spanje van Franco, het regime van Salazar in Portugal en Maurras' politieke beweging Action Française zijn allemaal voorbeelden van zulke traditionele reactionaire gevoelens die autoritaire regimes met sterke, niet-gekozen leiders en het Rooms-katholicisme als staatsreligie prefereren. Zo was het motto van Vichy-Frankrijk travail, famille, patrie (werk, familie, vaderland) en haar leider, maarschalk Philippe Pétain, verklaarde dat la terre, elle ne ment pas (aarde liegt niet) om aan te geven dat het agrarische plattelandsleven de waarachtigste vorm van bestaan was.
De klerikaal-fascistische bewegingen waren - volgens liberalen en linkse historici - aartsreactionair in hun bepleiten van een corporatief model van sociale relaties, vaak op basis van gilden en standenvertegenwoordiging, in hun oppositie tegen de veranderingen voortgebracht door de Franse Revolutie en de revoluties van 1848 en hun pleidooi voor de Kerk en het christendom in de maatschappij tegenover het liberale antiklerikalisme.
Aan de andere kant vielen seculiere fascisten als Giovanni Gentile en Benito Mussolini de reactionaire politiek, meer specifiek het monarchisme, aan in de Doctrine van het Fascisme uit 1932. Ze schreven: De geschiedenis gaat niet terug. De fascistische doctrine heeft De Maistre niet tot haar profeet genomen. Monarchistisch absolutisme is van het verleden, zoals ook kerkverafgoding. Het fascisme is niet reactionair, maar revolutionair, zo verklaren ze verder. Daarnaast stelden zij ook dat fascisme rechts is en niet links. Echter, in scherpe tegenspraak met de verklaringen van de Doctrine zijn Mussolini's verklaringen fascisme is reactie en Fascisme, dat niet vreesde zichzelf reactionair te noemen ... heeft vandaag geen enkele moeilijkheid zichzelf illiberaal en anti-liberaal te noemen. Evenwel dient hierbij aangemerkt te worden dat hierbij ook reactie in de zin van tegenactie op het liberalisme verstaan kan worden en niet per se een katholieke of monarchistische sympathie, laat staan een opgeven van het moderne Staatswezen.
Fascisme en nationaalsocialisme in het bijzonder worden door marxistische en liberale historici en politicologen vaak geacht reactionair te zijn door hun afwijzing van liberalisme en hun verheerlijking van de antieke volkse geschiedenis en hun sympathie voor sommige sociale stelsels van voor de Industriële Revolutie (met name de gilden). In de Doctrine van het Fascisme schreven Mussolini en Gentile dat Fascisme is definitief en absoluut tegen de doctrines van het liberalisme, zowel in de politieke als de economische sfeer. Mussolini en de Italiaanse fascisten streefden volgens zowel communisten als liberalen zelfs naar een neo-feodalistische sociale orde, weliswaar zonder lijfeigenschap, in hun enthousiasme voor de corporatieve staat.
Evenwel schaarde zich het nationaalsocialisme van de NSDAP expliciet in de revolutionaire hoek en verklaarde de reactie (reactionairen) - waaronder de katholieke partijen, de Pruisische monarchisten en sommige andere patriottische partijen - tot haar vijand. Weliswaar was haar revolutie nationalistisch en anti-internationalistisch, reactionair was het nationaalsocialisme niet, want oude patronen van Kerk, adel en vriendschappen met andere volkeren op basis van gedeeld geloof of culturele communicatie werden tot vernietiging bestemd. Ook de totalitaire staat past niet in het concept van verreweg de meeste reactionaire auteurs en bewegingen, zoals de oerconservatieve extreem-liberaal Erik von Kuehnelt-Leddihn.
Moderne partijen zoals het Front National worden ook soms reactionair genoemd, omdat ze streven naar het terugdraaien van decennia aan veranderingen in hun landen, zoals de Europese integratie, vrije handel, de multiculturele samenleving en immigratie.
Racistische partijen in de 21e eeuw beschouwen zich revolutionair racialistisch en nationalistisch, en veroordelen meestal het christendom en de traditionele samenleving voor 1789. Zij wijzen op het rassenconcept dat Voltaire voor hen al ontwikkeld zou hebben.

## De Amerikaanse Reactie
Omdat er nooit een Amerikaanse versie van absolute monarchie bestaan heeft, is het moeilijk om de term reactionair te definiëren in context van Amerika in de 18e eeuw. Een mogelijke interpretatie is dat de eerste reactionairen in de Amerikaanse geschiedenis de Tories die koning George II en de Britse Kroon steunden waren, terwijl de revolutionairen bestonden uit de Founding Fathers. Zoals bij elke revolutie, vochten er in de Amerikaanse Revolutie revolutionaire opstandelingen tegen reactionairen die loyaal waren aan het oude regime. Hiertegen kan terecht worden aangevoerd dat de Amerikaanse revolutionairen veel minder radicaal waren dan hun Europese tegenhangers en dat de Founding Fathers naar Europese norm eerder conservatief waren dan revolutionair.
Sommige geleerden wijzen erop dat de Amerikaanse Grondwet gezien mag worden als conservatief, in tegenstelling tot de retoriek van de eerdere Onafhankelijkheidsverklaring (geschreven door Thomas Jefferson) met haar grootse abstracties over life, liberty and the pursuit of happiness. De Constitution is geschreven in de Burkiaanse, niet in de reactionaire stijl van conservatisme. Ze bespaarde de Verenigde staten zowel de radicale decentralisatie die de anti-federalisten voorstonden, als ook de meer extreme conservatieve visie van mensen zoals Alexander Hamilton, die pleitten voor een sterke uitvoerende macht en een centrale regering.
De Founding Fathers waren voor de democratische machten de vertegenwoordigers van de top van de reactionaire beweging van hun tijd. Ze poogden de eisen van de democratische elementen in balans te houden door de Senaat, die gemodelleerd was naar het Britse House of Lords, om het bereik en de kracht van de volkse meerderheid te controleren om met de woorden van Woodrow Wilson te spreken.
Later in de Amerikaanse geschiedenis hebben velen betoogd dat de Geconfedereerden inherent reactionair waren in hun verlangen om economische industrialisatie te voorkomen. Anderen zien het als een conservatieve poging om vast te houden aan hun interpretatie van de constitutionele normen. In ieder geval hebben de zuidelijke staten bewegingen voortgebracht die achteraf reactionair lijken, waaronder de literaire en culturele critici die gezamenlijk bekendstaan als de Southern Agrarians en hun sympathisanten. De meest reactionaire vertegenwoordiger van deze groep was wellicht Donald Davidson, die in zijn agrarische overtuigingen bleef volharden lang nadat de andere originele leden van de groep ze hadden laten varen.
Na de publicatie van het zogenaamde agrarische manifest I'll Take My Stand in 1930 publiceerden veel personen die hadden bijgedragen aan het manifest in het periodiek The American Review. Als uitgave van de fascist Seward Collins diende het als een medium voor verder onderzoek van agrarische en anti-modernistische voorstellen, waaronder het distribuïsme van G.K. Chesterton en Hilaire Belloc.
In dezelfde periode zagen ook andere gebieden in de VS de opkomst van reactionaire sprekers. De priester Charles Coughlin uit Detroit won veel mensen voor zijn standpunt met zijn radio-uitzendingen, die zich kenmerkten door hun harde kritiek op de New Deal en hun antisemitische aanvallen op joodse bankiers en hun vermeende socialistische en communistische neigingen. Herbert Hoover werd door zijn critici constant aangevallen op zijn weerstand tegen de New Deal. Hij zei Als het reactionair is om vrije mensen te zijn, dan zal ik voor de rest van mijn leven trots zijn op die titel; zijn filosofie in een notendop was Het echte Amerikaanse liberalisme ontkent het hele geloof van het socialisme volledig.
De reactionair wordt hier gezien als de antithese van de radicaal, hoewel dramatisch herstel van lang verleden situaties op zichzelf ook als radicaal gezien kan worden.
Een moderne Amerikaanse reactionaire groep is de John Birch Society.